# Ricardo Güiraldes
Ricardo Güiraldes (Buenos Aires; 13 de febrero de 1886 - París; 8 de octubre de 1927) fue un novelista y poeta argentino. Güiraldes formó parte del movimiento de vanguardia que se gestó en los años veinte, y eso se refleja en su colaboración en publicaciones como Martín Fierro y Proa. Sin embargo, es recordado por sus novelas, en particular su última obra publicada en vida, Don Segundo Sombra (1926), en gran parte inspiradas en su niñez en la rural ciudad de San Antonio de Areco.

## Biografía
Güiraldes nació el 13 de febrero de 1886 en el seno de una familia de la aristocracia argentina de fines del siglo XIX. Su padre, Manuel Güiraldes, quien llegó a ser intendente de Buenos Aires, era un hombre de gran cultura y educación; también con mucho interés por el arte. Esta última predilección fue heredada por Ricardo, quien dibujaba escenas campestres y realizaba pinturas al óleo. Su madre, Dolores Goñi, pertenecía a una de las ramas de la familia Ruiz de Arellano, fundadora de San Antonio de Areco.
Un año después de nacer Ricardo, la familia se trasladó a Europa, donde permaneció durante algún tiempo. A su regreso, el niño tenía cuatro años y podía escuchárselo hablando tanto francés como alemán; y fue el francés el idioma que dejaría honda huella en su estilo y preferencias literarias.
Su niñez y vejez se repartieron entre San Antonio de Areco y Buenos Aires. Sin embargo, fue en San Antonio donde se puso en contacto con la vida campestre de los gauchos y reunió las experiencias que habría de utilizar luego, años más tarde, en Raucho y en Don Segundo Sombra. Fue allí donde conoció a Segundo Ramírez, un gaucho de raza, en el que se inspiró para dar forma al personaje de Don Segundo Sombra.
Tuvo una serie de institutrices y un profesor mexicano, que reconoció sus aspiraciones literarias y lo animó a continuar. Estudió en institutos hasta que acabó el bachillerato a los 16 años. Sus estudios no fueron brillantes. Comenzó las carreras de arquitectura y derecho. Abandonó los estudios universitarios y emprendió trabajos en los que tampoco se mantuvo mucho tiempo.
En 1910, viaja a Europa y Oriente en compañía de un amigo: visita Japón, Rusia, la India, Oriente Próximo, España para instalarse en París con el escultor Alberto Lagos. En la capital francesa, decide en serio convertirse en escritor. 

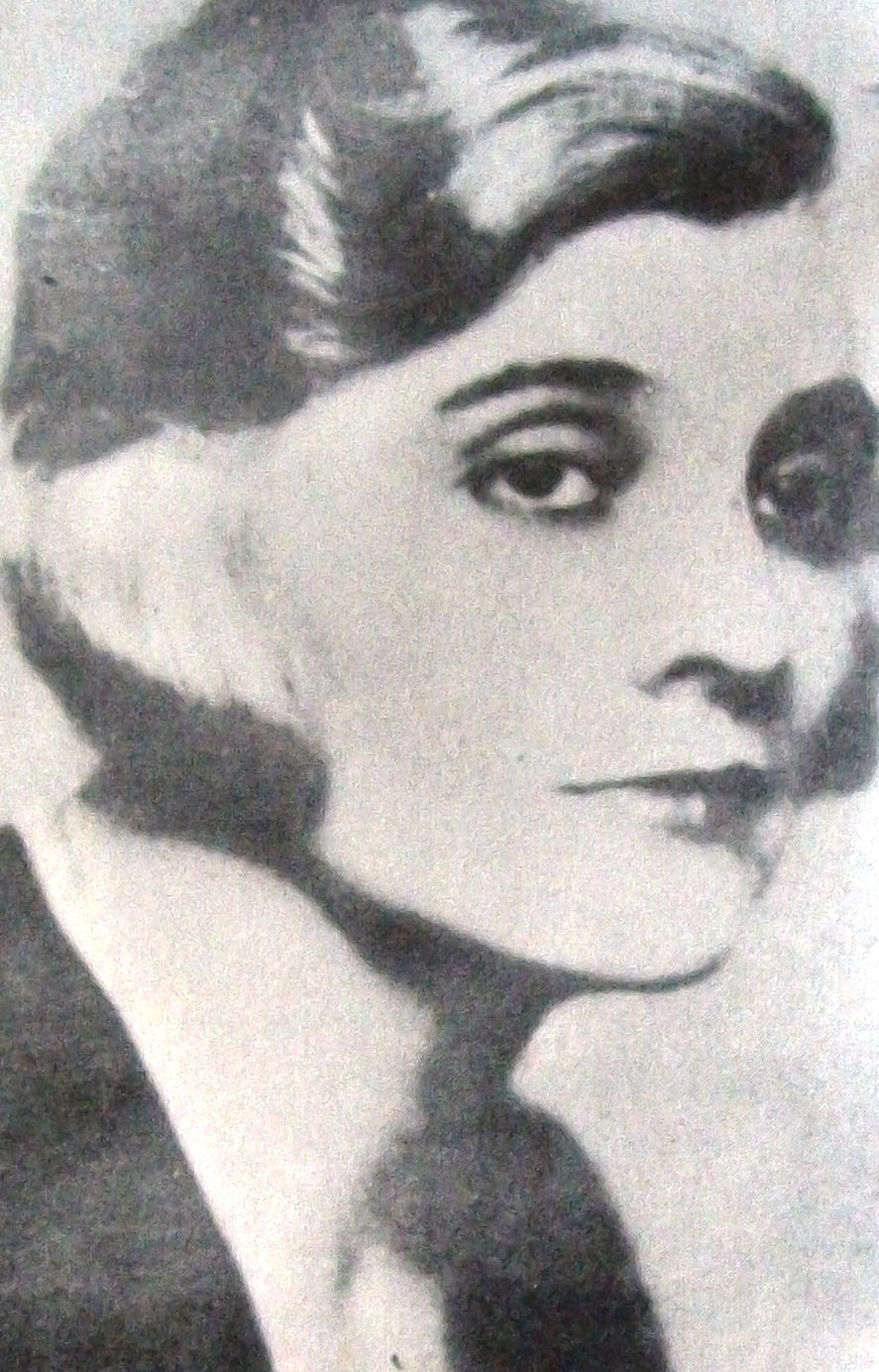
Adelina del Carril, esposa del escritor.

No obstante, Güiraldes se dejó seducir por la vida fácil y divertida de la capital francesa y emprendió una frenética vida social, descuidando sus proyectos literarios. Pero un día se le ocurrió sacar de un cajón unos borradores que había escrito: unos cuentos campestres, que luego incorporaría a sus Cuentos de muerte y de sangre. Les leyó los cuentos a unos amigos y lo animaron a publicarlos. Ya en estos primeros borradores se dio cuenta de que había forjado un estilo muy particular.
Volvió a la Argentina en 1912 después de haber decidido, de una vez por todas, convertirse en escritor. Al año siguiente, se casó con Adelina del Carril, hija de una destacada familia bonaerense (el 20 de octubre, en la estancia Las Polvaredas), y ese año aparecieron varios de sus cuentos en la revista Caras y Caretas. Estos y otros de 1914 irían a formar parte de Cuentos de muerte y de sangre que, junto a El cencerro de cristal, se publicarían en 1915 animado por su mujer y por Leopoldo Lugones. No tuvo éxito. Dolido, Güiraldes retiró los ejemplares de la circulación y los tiró a un pozo. Su mujer recogería algunos; hoy, estos libros manchados de humedad tienen gran valor bibliográfico.
A finales de 1916 el matrimonio Güiraldes, junto a un grupo de amigos, emprende un viaje a las Antillas, visitan Cuba y lo terminan en la Jamaica británica. De sus apuntes surgiría el esbozo de su novela Xaimaca. En 1917 aparece su primera novela Raucho. En 1918 publicó la novela corta Rosaura (rótulo de 1922) con el título Un idilio de estación en la revista El cuento ilustrado, de Horacio Quiroga.

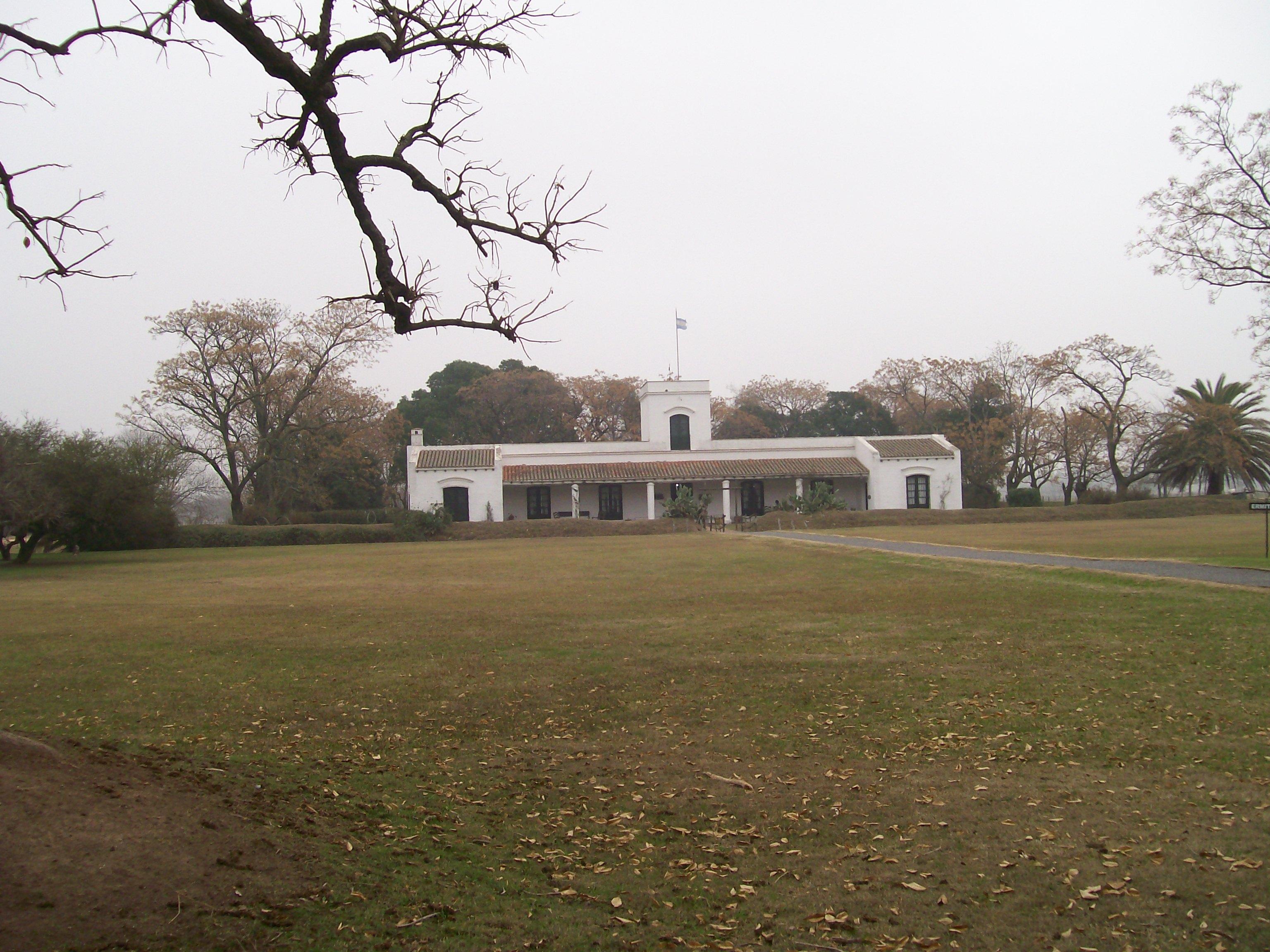
Museo Ricardo Güiraldes, en San Antonio de Areco.

En 1919 viajó otra vez a Europa con su mujer. En París estableció contactos con numerosos escritores franceses. Frecuentaba tertulias literarias y librerías.
Entre todos los escritores que conoció en esa visita, quien mayor huella le dejó fue Valery Larbaud. En 1923 publicó en Argentina la edición definitiva de Rosaura, muy influenciada por escritores franceses; es bien recibida por público y crítica.
En 1922 vuelve a Europa y, además de establecerse en París, pasó una temporada en Puerto Pollensa, Mallorca, donde había alquilado una casa.
A partir de ese año se produjo un cambio intelectual y espiritual en el escritor. Se interesó cada vez más por la teosofía y la filosofía oriental, en busca de la paz del espíritu. Su poesía es fruto de esa crisis.
Sus ideas literarias empezaban a tener aceptación en Buenos Aires, ciudad que se veía asaltada por los movimientos vanguardistas. Güiraldes ofreció su apoyo a los nuevos escritores.
En 1924 fundó la revista Proa junto con Brandán Caraffa, Jorge Luis Borges y Pablo Rojas Paz; la revista no tuvo éxito en Argentina pero sí en otros países hispanoamericanos.
Tras el cierre de la revista, Güiraldes se dedicó a terminar Don Segundo Sombra, novela a la que pondría el punto final en marzo de 1926.
Se lo incluyó entre los integrantes del que se dio en denominar como Grupo Florida, grupo de escritores que se reunían en editoriales y confiterías cercanas a dicha arteria porteña como la Confitería Richmond, en contraposición dialéctica literaria con el Grupo  de Boedo que publicaba en la Editorial Claridad y se reunía en el Café El Japonés.
En 1927 hizo su último viaje a Francia, a Arcachon, y debido a su estado de salud fue trasladado a París, donde murió en la casa de su amigo Alfredo González Garaño, víctima de la enfermedad de Hodgkin (cáncer de los ganglios). El cadáver es trasladado a Buenos Aires para darle sepultura en San Antonio de Areco.

## Filmografía
- Un idilio de estación (1978), película dirigida por Aníbal Uset, basada en su novela corta Rosaura (1918).

## Obras

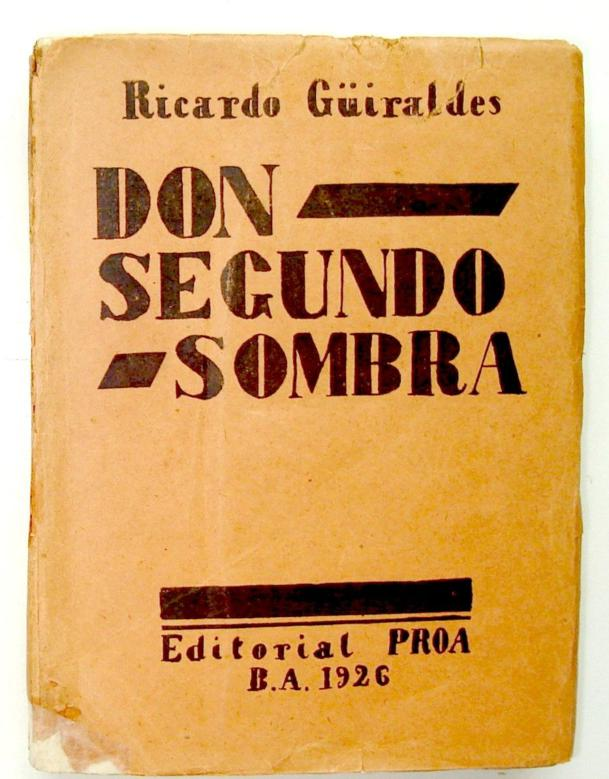
Primera edición de Don Segundo Sombra (1926).

- 1915. El Cencerro de Cristal, libro de poemas (disponible para descargar[1]). Contiene:

- Camperas

- Mi caballo (vuelto a publicar en 1929 junto con "Al hombre que pasó", edición disponible)
- Tríptico
- Leyenda
- Solo
- Siesta
- Tarde
- Chacarera
- Quietud
- Ladrido
- Al hombre que pasó (reeditado en 1929 junto con "Mi caballo", edición disponible)

- Plegarias astrales

- Reposo
- Una palabra a los lunáticos
- El principio
- Tierra
- Lucero
- Luna

- Viaje

- Viajar
- Paseo
- Simple
- Proa
- El nido
- Aconcagua

- Ciudadanas

- Verano
- Pierrot
- Última
- Inútil
- Póstuma
- Música nochera
- Alcohólica
- Tango
- Los tziganos
- Los filosofantes
- A la mujer que pasa

- Realidades de ultramundo

- Prisma
- Xanto
- Marta
- Siete verdades y una belleza
- Tema grave
- El cotorro de los «finaos»
- Carnaval de inmortales
- Salomé
- Esfinge
- Un trozo moderno
- El emigrado
- El verbo
- La hora del milagro

- 1915. Cuentos de muerte y de sangre seguidos de aventuras grotescas y una trilogía cristiana. Artemisa Ediciones realizó en 2006 una cuidada edición, prologada por el escritor Mateo de Paz. Una edición de 1915 está disponible en html.[3] Contiene:

- Facundo
- Don Juan Manuel
- Justo José
- El capitán Funes
- Venganza
- El Zurdo
- Puchero de soldao
- De mala bebida
- El remanso
- De un cuento conocido
- Trenzador (fue reeditado junto con otros cuentos, uno de ellos inédito, en Seis relatos, de 1929, disponible en internet)
- Al rescoldo (fue reeditado junto con otros cuentos, uno de ellos inédito, en Seis relatos, de 1929, disponible en internet) Es aquí donde aparece por primera vez Don Segundo Sombra, y no en "Politiquería", como alguna vez se ha dicho.
- El pozo
- Nocturno
- La deuda mutua
- Compasión
- La donna è mobile

- Antítesis

- La estancia vieja
- La estancia nueva

- Aventuras grotescas contiene:

- Arrabalera
- Máscaras
- Ferroviaria
- Sexto

- Trilogía cristiana contiene:

- El juicio de Dios
- Guele
- San Antonio

- 1916. Cuento "Politiquería", en la revista mensual «Plus Ultra», Buenos Aires (el cuento fue reeditado junto con otros cuentos, uno inédito, en Seis Relatos de 1929, disponible en internet[4]). Aquí aparece también Don Segundo Sombra.
- 1917. Cuento "Esta noche, Noche Buena...", en el libro Cuentos de Navidad, colección de cuentos inéditos de escritores argentinos, Buenos Aires, 1917 (el cuento fue reeditado junto con otros cuentos, uno inédito, en Seis Relatos, de 1929, disponible en internet[4]).
- 1917. Novela Raucho: momentos de una juventud contemporánea (disponible en html[5]).
- 1919. Cuento "Telesforo Altamira", publicado en la revista semanal «La Nota», Buenos Aires, 10 de enero de 1919 (el cuento fue reeditado junto con otros cuentos, uno inédito, en Seis Relatos, de 1929, disponible en internet[4]).
- 1922. Novela Rosaura. (disponible en html[6])
- 1923. Novela en cartas Xaimaca (disponible en html).[7]
- 1924. Cuento "Don Pedro Figari", en la revista Martín Fierro, accesible en html[8]
- 1925. Cuento "Ramón", en la revista Martín Fierro, accesible en html[9]
- 1925. Poema "Afecto", publicado en la revista Martín Fierro. Disponible en línea[10]
- 1925. Poema "Remate", publicado en la revista Martín Fierro. Disponible en línea[11]
- 1926. Novela Don Segundo Sombra, accesible en internet en html[12]

Moriría en 1927. Publicaciones póstumas:
- 1928. Poemas místicos la cual fue una de sus obras más célebres.

(de publicación póstuma, disponible en html) Contiene
- Algunos poemas sin nombre
- 24 de diciembre de 1926 (poema)
- Fe
- Infinito

- 1928. Poemas solitarios (de publicación póstuma, disponible en html[14]) Contiene poemas sin nombre.
- 1929. Seis relatos (de publicación póstuma, disponible en html[4]). Contiene:

- "A la memoria de Ricardo Güiraldes", poema por Alfonso Reyes.
- Diálogos y palabras (inédito)
- Esta noche, Noche Buena... (editado por primera vez en Cuentos de Navidad, colección de cuentos inéditos de escritores argentinos, Buenos Aires, 1917).
- Al rescoldo (editado en Cuentos de muerte y de sangre)
- Trenzador (editado en Cuentos de muerte y de sangre)
- Politiquería (editado en la revista mensual «Plus Ultra», Buenos Aires, 1916).
- Telesforo Altamira (editado por primera vez en la revista semanal «La Nota», Buenos Aires, 10 de enero de 1919).

- Poema Guitarra, publicado póstumamente por la editorial Ricardo Güiraldes, sin año, disponible en html[15]
- Poema Recuerdos (escrito en 1922, de publicación póstuma por la editorial R. Güiraldes, sin año, disponible en html)[16]
- Poema La playa (de publicación póstuma por la editorial R. Güiraldes, sin año[17]
- Poema Nostalgia (escrito en 1920, de publicación póstuma por la editorial R. Güiraldes, sin año[18])
- 1936. El libro bravo (libro incompleto de publicación póstuma) disponible en html[19]). "Entre los proyectos de obras por realizar, había concebido Ricardo Güiraldes "El libro bravo", libro de poemas en que había de exaltar las características excelencias de los hombres de nuestra raza. Por desgracia, no le fue dado llevarlo a cabo en su totalidad y solo  queda el índice, con la enumeración del proyecto; un prólogo explicativo y dos poemas que dan la pauta de lo que hubiera sido "El libro bravo" si le fuera dado terminarlo". Contiene:

- Nota preliminar agregada posteriormente por Adelina del Carril
- Prólogo
- Mi orgullo
- Mi hospitalidad (este poema fue publicado en solitario por la editorial R. Güiraldes, sin año de publicación, publicación disponible)

- El sendero (1932)
- Pampa (1934)
- El pájaro blanco
- El caballero del espejo
- Un idilio de estación

Cartas:
- 1923. "Correspondencia recibida por Manuel Gálvez, depositada en la Academia Argentina de Letras. (Selección) R. Güiraldes, 1 de abril de 1923.", manuscrito original depositado en la Academia Argentina de Letras. Disponible en línea[21]
- 1924. Carta "De Ricardo Güiraldes, escritor", en la revista Martín Fierro, accesible en html[22]
- 1925. "Carta Abierta", en la revista Martín Fierro, accesible en html[23]
- 1926. "Correspondencia recibida por Manuel Gálvez, depositada en la Academia Argentina de Letras. (Selección). Ricardo Güiraldes, septiembre de 1926", manuscrito original depositado en la Academia Argentina de Letras. Disponible en línea[24]

Obras en su homenaje.
- Alfonso Reyes. 1929. "A la memoria de Ricardo Güiraldes", en el libro de cuentos de Güiraldes Seis Relatos (disponible en internet[4])

Estudios críticos recibidos.
- Alfredo Blasi. 1986. "Ricardo Güiraldes y Proa", en: Cuadernos Hispanoamericanos. Disponible en pdf[25]